# أماديو بورديجا
أماديو بورديجا (13 يونيو 1889 - 25 يوليو 1970) كان منظرًا ماركسيًا إيطاليًا، واشتراكيًا ثوريًا ، ومؤسس الحزب الشيوعي الإيطالي (PCI)، وعضوًا في الأممية الشيوعية (الكومنترن) ولاحقًا شخصية بارزة في الحزب الشيوعي الدولي . كان بورديجا في الأصل مرتبطًا بالحزب الشيوعي الشيوعي، لكنه طُرد في عام 1930 بعد اتهامه بالتروتسكية .
يُنظر إلى بورديجا على أنه أحد أبرز ممثلي الشيوعية اليسارية في أوروبا.

## سيرة شخصية

### الأسرة والحياة المبكرة
ولد بورديـجا في ريسينا بمقاطعة نابولي عام 1889. كـان والده، أوريستي بورديجا، عالمًا محترمًا في العلوم الزراعية ، وقد تم الاعتـراف بسـلطته بشـكل خاص فيما يتـعلق بالمشاكل الزراعية التي استمرت قرونًا في جنوب إيطاليا . تنحدر والدته، زايرا ديجلي أمادي، من عائلة فلورنسية قديمة، وكـان جده لأمه الكونت ميشيل أمادي متآمرًا في صراعات توحيد . كان عمه، جيوفاني بورديجا ، وهو مناضل آخر في تـوحيد، عـالم رياضيات وأستاذًا في جامعة بادوا . على الرغم من أن تـربية بورديـجا كانـت متـطرفة تمامًا، إلا أنها كانت أيضًا ذات طبيعة علمية عالية.
كان بورديجا معارضًـا للحـرب الاسـتعمارية الإيـطالية فـي ليبيا ، وقـد تم تـقديمه إلـى الحـزب الاشتـراكي الإيطـالي (PSI) مـن قبل مدرس الفيزياء في المدرسة الثانوية في عام 1910. أسس بورديجا في نهاية المطاف دائرة كارل ماركس في عام 1912، حيث التقى بزوجته الأولى، أورتنسيا دي ميو.
تخرج بورديجا بدرجة البكالوريوس في الهندسة من جامعة نابولي فيديريكو الثاني في عام 1912.

### الحياة الشخصية
تزوج بورديجا من أورتنسيا دي ميو في عام 1914. كان لديهم طفلان، ألما وأوريستي. توفيت أورتنسيا في عام 1955، وتزوج بورديجا من أخت أورتنسيا، أنطونيتا دي ميو، بعد عشر سنوات في عام 1965 

## الحياة السياسية

### الحزب الاشتراكي الإيطالي
داخل دائرة كارل ماركس التي تم تأسيسها حديثًا، رفض بورديجا النهج التربوي للعمل السياسي وطور "نظرية الحزب"، حيث كان من المفترض أن تعرض المنظمة أهدافًا غير فورية كتجمع للأشخاص ذوي التفكير المماثل وليس بالضرورة كمجموعة من الأشخاص. الطبقة العاملة . ومع ذلك، كان بورديجا معارضًا بشدة للديمقراطية التمثيلية التي ربطها بالانتخابات البرجوازية :
وبالتالي، إذا كان هناك إنكار كامل لنظرية العمل الديمقراطي، فهذا موجود في الاشتراكية ( Il Socialista ، 1914).
لذلك، عارض بورديجا استقلال الفصيل البرلماني للحزب الاشتراكي الإيطالي عن السيطرة المركزية.
كما هو الحال مع معظم الاشتراكيين في البلدان اللاتينية ، قام بورديجا بحملة ضد الماسونية التي وصفها بأنها مجموعة غير علمانية .
بعد ثورة أكتوبر ، انضم بورديجا إلى الحركة الشيوعية وشكل الفصيل الشيوعي الممتنع عن التصويت داخل الحزب الاشتراكي الاشتراكي، الممتنع عن التصويت لأنه عارض المشاركة في الانتخابات البرجوازية. ستشكل المجموعة مع إضافة تجمع L'Ordine Nuovo السابق في تورينو حول أنطونيو غرامشي العمود الفقري للحزب الشيوعي الإيطالي (PCd'I). جاء ذلك بعد صراع داخلي طويل داخل الحزب الاشتراكي الاشتراكي حيث صوت في وقت مبكر من عام 1919 للانضمام إلى الكومنترن ، لكنه رفض تطهير جناحه الإصلاحي . أثناء الصراع، حضر بورديجا مؤتمر الكومنترن الثاني في عام 1920، حيث أضاف نقطتين إلى الشروط الواحد والعشرين للعضوية التي اقترحها فلاديمير لينين . ومع ذلك، انتقده لينين في كتابه "الشيوعية اليسارية: اضطراب طفولي" (1920) بسبب الخلاف حول الامتناع البرلماني عن التصويت.
فيكتور سيرج ، الذي شهد مؤتمر الكومنترن الثاني، تذكر بورديجا على أنه "مفعم بالحيوية والحيوية، وملامح حادة، وشعر كثيف، وأسود وخشن، ورجل يرتجف تحت وطأة أفكاره وتجاربه وتوقعاته المظلمة." 

### الحزب الشيوعي الإيطالي

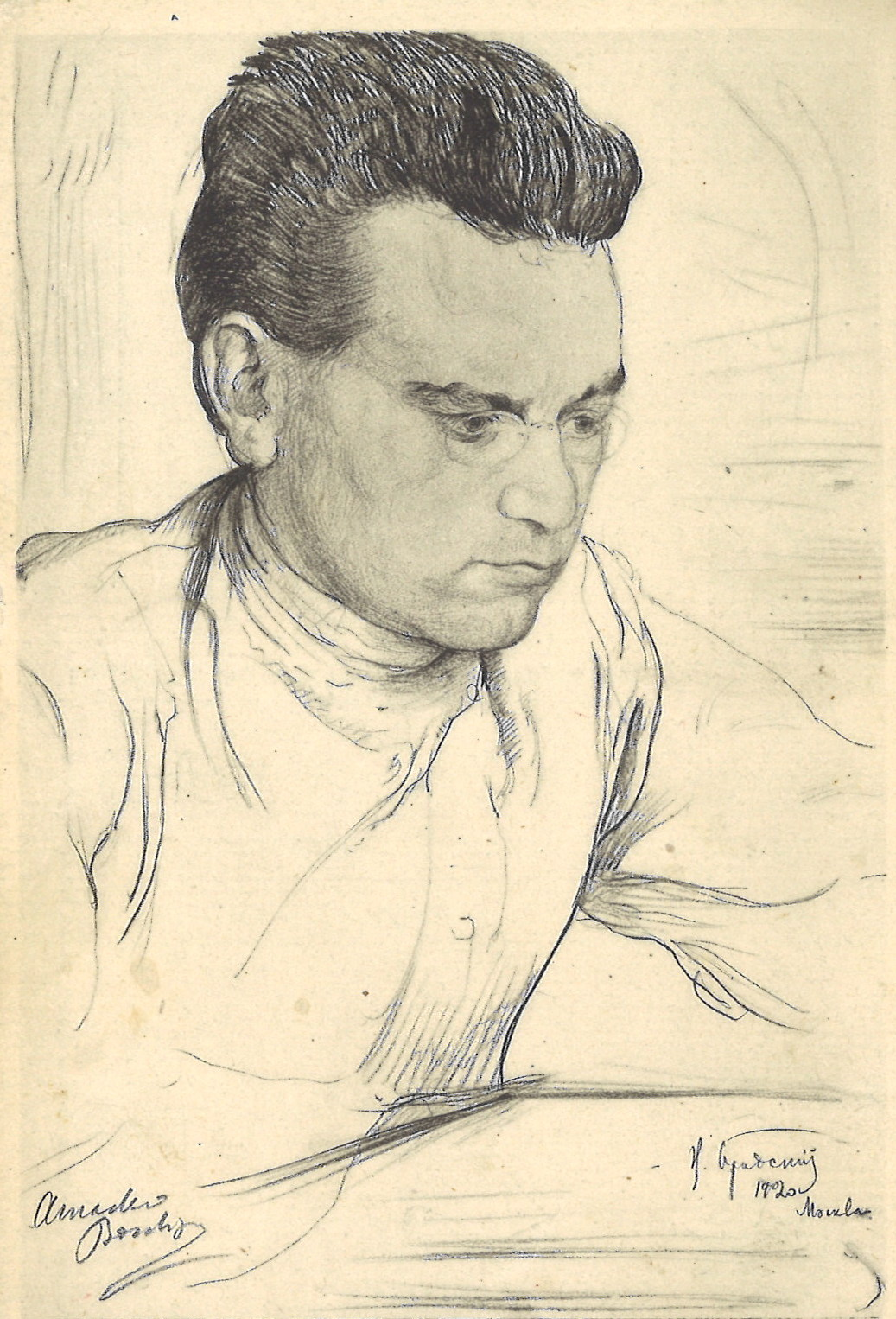
بورديجا في رسم عام 1920 للرسام السوفييتي إسحاق برودسكي

عندما عقد الحزب الشيوعي الاشتراكي مؤتمره في ليفورنو في يناير 1921، أصر الممثلون الذين أرسلهم الكومنترن جميعًا على أن الحزب يجب أن يطرد جناحه "الإصلاحي" بقيادة فيليبو توراتي ، لكنهم انقسموا حول ما إذا كان يجب الاستمرار في العمل مع جياسينتو مينوتي سيراتي ، الذي ينصح بتأخير الانقسام. دعا بورديجا إلى الانفصال الفوري عن كل من سيراتي وتوراتي - وبالتالي مع أغلبية الحزب الشيوعي الاشتراكي - وانتصر على معارضة ممثل الكومنترن الرئيسي، بول ليفي ، ولكن بدعم من الآخرين، بما في ذلك ماتياس راكوسي ، الدكتاتور الستاليني المستقبلي في بولندا. هنغاريا. 
بعد المؤتمر، برز بورديجا كزعيم للحزب الشيوعي الإيطالي المشكل حديثًا. وكان واحداً من خمسة أعضاء في الهيئة التنفيذية، لكنه كان "المدير الفعلي لجميع أنشطة الحزب". 
بالنسبة لبورديجا، كان الحزب هو العقل الاجتماعي للبروليتاريا ، ولم تكن مهمته السعي للحصول على دعم الأغلبية، بل التركيز على العمل من أجل تمرد مسلح يستولي خلاله على السلطة ثم يستخدمها لإلغاء الرأسمالية وفرض الشيوعية . المجتمع بالقوة. تماهى بورديجا مع دكتاتورية البروليتاريا وديكتاتورية الحزب وجادل بأن إنشاء ديكتاتورية خاصة به يجب أن يكون الهدف المباشر والمباشر للحزب.[بحاجة لمصدر]</link> . تم قبول هذا الموقف من قبل أغلبية أعضاء الحزب الشيوعي الألماني، لكنه كان سببًا في دخولهم في صراع مع الكومنترن عندما تبنى الأخير في عام 1921 تكتيكًا جديدًا، أي تكتيك الجبهة المتحدة مع المنظمات الإصلاحية للنضال من أجل الإصلاحات. وحتى تشكيل حكومة عمالية. اعتبر بورديجا هذا بمثابة عودة إلى التكتيكات الفاشلة التي اعتمدها الديمقراطيون الاشتراكيون قبل الحرب والتي أدت إلى تحولهم إلى إصلاحيين.
من منطلق احترام الانضباط، قبل بورديجا ورفاقه (الذين أصبحوا معروفين باسم اليسار الشيوعي الإيطالي ) قرار الكومنترن، لكنهم كانوا في موقف متزايد الصعوبة. عندما ألقي القبض على بورديجا في فبراير 1923 بتهمة ملفقة من قبل حكومة بينيتو موسوليني الجديدة، كان عليه أن يتخلى عن منصبه كعضو في اللجنة المركزية للحزب الشيوعي. عند تبرئته في وقت لاحق من ذلك العام، قرر بورديجا عدم استعادتها، وبالتالي قبل ضمنيًا أنه أصبح الآن معارضًا.
في المؤتمر الخامس للكومنترن في موسكو، يونيو-يوليو 1924، كان بورديجا الصوت الوحيد لـ "اليسار المتطرف" الذي عارض أي تعاون مع الأحزاب الاشتراكية لصالح "جبهة موحدة من الأسفل، وليس من الأعلى"، والتي حظيت بقبول كبير. الدعم إلا داخل الوفد الإيطالي. وقال إن صعود موسوليني والفاشيين لم يكن سوى "تغيير في الحكام من الطبقة البرجوازية".  وفي عام 1924، فقد الشيوعي الإيطالي السيطرة على الحزب الشيوعي الإيطالي لصالح مجموعة مؤيدة لموسكو أصبح زعيمها غرامشي الأمين العام للحزب في يونيو. في مارس 1925، رفض بورديجا الذهاب إلى موسكو لحضور الجلسة الكاملة للسلطة التنفيذية للكومنترن، وفي غيابه اتُهم باتخاذ "موقف عدائي ضد الكومنترن بإعلانه تضامنه الكامل مع تروتسكي ". 
في المؤتمر الثالث للحزب الشيوعي الشيوعي الذي عقد في المنفى في ليون في يناير 1926، اكتملت مناورة المجموعة الموالية لموسكو. وبدون دعم الأممية الشيوعية للهروب من السيطرة الفاشية ،[بحاجة لمصدر]</link> تمكن عدد قليل من أعضاء اليسار الشيوعي الإيطالي من الوصول إلى المؤتمر، لذلك تم رفض الأطروحات التي وضعها بورديجا. تم قبول تلك الأقلية الستالينية .[بحاجة لمصدر]</link>

### مقبوض عليه
في ديسمبر 1926، اعتقل موسوليني بورديجا مرة أخرى وأرسله إلى السجن في أوستيكا ، وهي جزيرة إيطالية في البحر التيراني ، حيث التقى بغرامشي وجددا صداقتهما وعملا جنبًا إلى جنب على الرغم من خلافاتهما السياسية. كان بورديجا قلقًا بشأن اعتلال صحة جرامشي، لكن لم يتم التوصل إلى خطة لمساعدته على الهروب من الجزيرة. في عام 1928، تم نقل بورديجا إلى جزيرة بونزا ، حيث بنى عدة منازل، وعاد بعد اعتقاله عام 1929 لإنهائها.  أطلق سراح بورديجا عام 1931 بمناسبة زواج ابنة أخته من فاشي. كما ظهر ضمن مجموعة من ذوي القمصان السوداء ونشرت الصورة في إحدى الصحف الفاشية. 

### معارضة
بعد إطلاق سراحه، لم يستأنف بورديجا أنشطته في الحزب الشيوعي، وتم طرده في مارس 1930، بتهمة "دعم مواقف المعارضة التروتسكية والدفاع عنها وتأييدها" وبأنه كان مدمرًا تنظيميًا.  مع طرده، ترك بورديجا النشاط السياسي حتى عام 1943 وكان عليه أن يرفض التعليق على الشؤون السياسية حتى عندما يطلب منه ذلك الأصدقاء الموثوقون. ومع ذلك، ذهب العديد من أنصاره السابقين في الحزب الشيوعي الإيطالي إلى المنفى وأسسوا اتجاهًا سياسيًا يشار إليه غالبًا باسم اليسار الشيوعي الإيطالي.
في عام 1928، شكل أعضاؤها في المنفى في فرنسا وبلجيكا أنفسهم في الجزء اليساري من الحزب الشيوعي الإيطالي الذي أصبح في عام 1935 الجزء الإيطالي من اليسار الشيوعي. كان هذا التغيير في الاسم انعكاسًا لوجهة نظر اليسار الشيوعي الإيطالي بأن الحزب الشيوعي الإيطالي والأحزاب الشيوعية الأخرى أصبحت الآن مناهضة للثورة. اعتقد فصيل من الحزب، بنظريته عن الحزب ومعارضته لأي شكل من أشكال الجبهات ، أن البرنامج هو كل شيء وأن فكرة استلام البوابة للأرقام لم تكن شيئًا. سيعمل بورديجا مرة أخرى مع العديد من هؤلاء الرفاق بعد نهاية الحرب العالمية الثانية .
وفقًا لتقارير أنجيلو أليوتا، المخبر السري للشرطة الفاشية في إيطاليا الذي زار منزل بورديجا في فورميا حيث كان يقضي إجازته مع زوجته، أظهر بورديجا دعمه لقوى المحور . وفقًا لأليوتا، اعتقد بورديجا أن ألمانيا النازية كانت تُضعف "العملاق الإنجليزي" الذي كان بالنسبة له "أعظم دعاة للرأسمالية"، وبالتالي فإن هزيمة بريطانيا ستؤدي إلى ظروف ثورية في أوروبا. كما انتقد بورديجا جوزيف ستالين لتحالفه مع الحلفاء الغربيين ضد المحور في أبريل 1943 

### الحزب الشيوعي الدولي
بعد عام 1944، عاد لأول مرة إلى النشاط السياسي في فصيل الاشتراكيين والشيوعيين في نابولي ، ولكن عندما تم حل هذا التجمع في الحزب الشيوعي الأممي (PCInt) لم ينضم بورديجا في البداية. ومع ذلك، فقد ساهم بشكل مجهول في صحافتها، في المقام الأول باتاليا كومونيستا وبروميتيو ، تماشيًا مع قناعته بأن العمل الثوري كان جماعيًا بطبيعته ومعارضته لأي شكل من أشكال عبادة الشخصية (حتى في بدايتها). انضم بورديجا إلى PCInt في عام 1949.
عندما انقسم التيار إلى قسمين في عام 1951، انحاز إلى جانب التجمع الذي اتخذ اسم الحزب الشيوعي الأممي ، ونشر كتابه Il Programma Comunista . كرّس بورديجا نفسه للحزب، وساهم فيه على نطاق واسع. بقي بورديجا مع الحزب الشيوعي حتى وفاته في فورميا عام 1970.

## النظريات والمعتقدات
البورديجية هي نوع من الشيوعية اليسارية التي يتبناها بورديجا. سيكون البورديغيون في الحزب الاشتراكي الإيطالي أول من يرفض من حيث المبدأ أي مشاركة في الانتخابات البرلمانية.  

### عن الماركسية اللينينية
على المستوى النظري، طور بورديجا فهمًا للاتحاد السوفييتي كمجتمع رأسمالي .  كتابات بورديجا حول الطبيعة الرأسمالية للاقتصاد السوفييتي على النقيض من تلك التي أنتجها التروتسكيون ركزت أيضًا على القطاع الزراعي. في تحليل الزراعة في الاتحاد السوفييتي ، سعى بورديجا إلى عرض العلاقات الاجتماعية الرأسمالية التي كانت موجودة في الكولخوز والسوفخوز ، أحدهما مزرعة تعاونية والآخر مزرعة حكومية للعمل المأجور.  على وجه الخصوص، أكد على مقدار الإنتاج الزراعي الوطني الذي يأتي من قطع أراضي صغيرة مملوكة للقطاع الخاص (كتب في عام 1950) وتنبأ بالمعدلات التي سيبدأ بها الاتحاد السوفيتي في استيراد القمح بعد أن أصبحت روسيا الإمبراطورية مصدرًا كبيرًا من ثمانينيات القرن التاسع عشر إلى عام 1914.  .
في مفهوم بورديجا للماركسية اللينينية ؛ كان جوزيف ستالين ، ومن بعده ماو تسي تونغ ، وهوشي منه ، وآخرون، ثوريين رومانسيين عظماء، أي ثوريين برجوازيين .  لقد شعر أن الدول الماركسية اللينينية التي ظهرت إلى الوجود بعد عام 1945 كانت تعمل على توسيع الطبيعة البرجوازية للثورات السابقة التي انحطت كما اشتركت جميعها في سياسة المصادرة والتنمية الزراعية والإنتاجية التي اعتبرها نفيًا للشروط السابقة وليس البناء الحقيقي. الاشتراكية.

### على الديمقراطية
عـرّف بـورديجا نفسـه بأنـه منـاهض للديمقـراطية ، معتـقدًا أنـه يتبـع تقاليـد كـارل مـاركس وفـريدريك إنجـلز .  ومع ذلك، لم يكن عداء بورديجا تجاه الديمقراطية مرتبطًا بالسرد الستاليني لدولة الحزب الواحد ، حيث رأى الفاشية والستالينية تتويجًا للديمقراطية البرجوازية . كثـيرا مـا يذكـر أتـباع بـورديجا أنـه لا يوجـد فـرق وظـيـفي بيـن الــديمقراطـية والـدكتـاتورية، حـيث أن طبـقة واحـدة سـوف تتـولى السيطرة حتما. بالنسبة لبورديجا، كانت الديمقراطية تعني قبل كل شيء التلاعب بالمجتمع باعتباره كتلة لا شكل لها. ولهذا، عارض دكتاتورية البروليتاريا ، التي يجب أن يطبقها الحزب الشيوعي على أساس المبادئ والبرنامج المنصوص عليه في البيان الشيوعي (1848). وكثيرا ما كان يشير إلى روح ملاحظة إنجلز القائلة: "عشية الثورة، ستكون كل قوى الرجعية ضدنا تحت راية "الديمقراطية الخالصة"" (مثل كل معارضي الفصائل البلاشفة في عام 1921، من الملكيين إلى دعا الفوضويون إلى إنشاء سوفييتات بدون البلاشفة، أو مجالس عمالية سوفييتية لا يهيمن عليها البلاشفة).
على هـذا النـحو، عـارض بورديجا فكرة كـون النـظرية الثـورية نـتاج عـملية ديـمقراطية لـوجهات نـظر تعددية، معتقدًا أن المنظور الماركسي له ميزة التأكيد على حقيقة أن الشيوعية ، مثل جميع التشكيلات الاجتماعية ، تدور قبل كل شيء حول التعبير عن المحتوى البرنامجي. وهذا يفرض حقيقة مفادها أن الشيوعية، بالنسبة للماركسيين، ليست فكرة مثالية يمكن تحقيقها، ولكنها حركة حقيقية ولدت من المجتمع القديم ولها مجموعة من المهام البرنامجية.

### على استراتيجية الجبهة الموحدة
عارض بورديجا بشدة تحول الكومنترن إلى اليمين في عام 1921. كزعيم للحزب الشيوعي الإيطالي ، رفض تنفيذ استراتيجية الجبهة المتحدة للمؤتمر الثالث. كما رفض دمج الحزب المشكل حديثًا مع الجناح اليساري للحزب الاشتراكي الإيطالي الذي انفصل عنه للتو. كان لدى بورديجا وجهة نظر مختلفة تمامًا للحزب عن الكومنترن الذي كان يتكيف مع المد الثوري الذي تم الإعلان عنه في عام 1921 بموجب اتفاقية التجارة الأنجلو روسية ، وتمرد كرونشتاد ، وتنفيذ السياسة الاقتصادية الجديدة ، وحظر الفصائل والحزب الشيوعي. هزيمة حركة مارس في ألمانيا.
بالنسبة لبورديجا، كانت الإستراتيجية التي تبنتها الأحزاب الشيوعية في أوروبا الغربية لمحاربة هذا المد من خلال استيعاب كتلة من الديمقراطيين الاشتراكيين اليساريين من خلال الجبهة الموحدة بمثابة استسلام كامل لفترة المد والجزر المضادة للثورة التي شهدها. كان هذا هو أساس نقده للديمقراطية، لأنه باسم قهر الجماهير بدا أن الكومنترن يقدم كل أنواع التنازلات البرنامجية للديمقراطيين الاشتراكيين اليساريين. بالنسبة لبورديجا، كان البرنامج هو كل شيء، ولم تكن فكرة استلام البوابة للأرقام شيئًا. كان دور الحزب في فترة المد والجزر هو الحفاظ على البرنامج ومواصلة العمل الدعائي الممكن حتى المنعطف التالي للمد، وليس تخفيفه أثناء مطاردة شعبية سريعة الزوال.
قدم تحليل بورديجا طريقة لرؤية انحطاط أساسي في الحركة الشيوعية العالمية في عام 1921 (بدلاً من عام 1927 مع هزيمة تروتسكي ) دون الدعوة ببساطة إلى المزيد من الديمقراطية. إن المنظور الرسمي المجرد للبيروقراطية/الديمقراطية، الذي يتعامل به التقليد التروتسكي مع هذه الفترة الحاسمة في تاريخ الكومنترن، أصبح منفصلا عن أي محتوى. طوال حياته وصف بورديجا نفسه بأنه لينيني ولم يجادل أبدًا ضد لينين بشكل مباشر، لكن تقديره المختلف تمامًا لمرحلة 1921 وعواقبها على الكومنترن ومعارضته للينين وتروتسكي في قضية الجبهة المتحدة يسلط الضوء على نقطة تحول غامضة بشكل عام. من قبل ورثة الجناح التروتسكي للمعارضة اليسارية العالمية في عشرينيات القرن الماضي.

### على الشيوعية
علـى الرغـم مـن أن مـعظم اللينيـنيين يمـيزون بـين الاشتراكية والشيوعية، وكـان بورديـجا يعـتبر نفـسه لينينيًـا، ويـوصف بـأنه "أكـثر لينينيـة مـن لينـين"، إلا أنـه لـم يـميز بيـن الاثنـين بـنفس الطريقة التـي يفـعلها الـلينينيون. لـم يـرى بـورديجا الاشتراكية كأسـلوب إنتـاج منفـصل عـن الشـيوعية، بـل بالأحـرى كمـا تبـدو الشيـوعية عنـدما تخـرج مـن الـرأسمالية قبـل أن "تتـطور علـى أسسـها الخاصـة". استخدم بورديجا مصطلح الاشتراكية ليعني ما أسماه ماركس بالشيوعية في المرحلة الدنيا . تماشيًا مع مفهوم ماركس للشيوعية، بالنسبة لبورديجا، فإن كلا مرحلتي المجتمع الاشتراكي أو الشيوعي - مع مراحل تشير إلى المادية التاريخية - اتسمت بغياب المال ورأس المال والسوق وما إلى ذلك، والفرق بينهما هو أنه في وقت سابق من ستتم المرحلة الأولى من التقنين بطريقة يتم من خلالها "تبادل كمية معينة من العمل في شكل ما بكمية مساوية من العمل في شكل آخر" ، مع إجراء استقطاعات من العمالة المذكورة لتمويل المشاريع العامة، والاختلاف في المصالح بين ستوجد البروليتاريا الريفية والحضرية، في حين لن يكون هناك "قانون البرجوازية" في الشيوعية، وبالتالي لن ينطبق المعيار المتساوي المطبق على جميع الشعوب، ولن يهدف الرجل المغترب إلى استعادة شخصه ، بل بالأحرى أصبح "رجلًا اجتماعيًا" جديدًا. يتجادل بورديجا ضد ما اعتبره بورديجا فكرة "برجوازية" عن "اقتصاديات المنتجين الحرة" ، ويعلن بدلاً من ذلك أنه في ظل الشيوعية (سواء كانت المرحلة الدنيا أو المرحلة العليا)، يكون الإنتاج والاستهلاك مستعبدين للمجتمع.
ميـز هـذا الـرأي بورديـجا عن الليـنينيين الآخـرين وخـاصة التروتسـكيين، الـذين مـالوا ومـا زالـوا يميلون إلى تلسكوب المرحلتين الأوليين وبالتالي بقاء المال وفئات التبادل الأخرى في الاشتراكية، لكن بورديجا لم يكن لديه أي من هذا. بالنسبة له، لا يمكن اعتبار أي مجتمع ينجو فيه المال والبيع والشراء والباقي مجتمعًا اشتراكيًا أو شيوعيًا، حيث ستختفي فئات التبادل هذه قبل الوصول إلى المرحلة الاشتراكية بدلاً من المرحلة الشيوعية.

## إرث

### تأثـيرات
بـدأ جاك كاماتي المـراسلة مـع بورديـجا مـنذ أن كـان عـمره 19 عـامًا في عـام 1954، وطـور بورديجـا علاقـة طـويلة الأمـد مع كاماتـي وتأثيرًا أيديولوجيًا عليه. تتماشى أعمال Camatte المبكرة إلى حد كبير مع التيار البورديغي، وكثيرًا ما ساهم بورديجا في مجلة Invariance الخاصة بـ Camatte قرب نهاية حياته. حتى بعد انفصال كاماتي عن الماركسية بعد وفاة بورديجا، فإن انشغال كاماتي بموضوع "Gemeinwesen" (المجتمع والكومنولث) في عمل ماركس يتوافق مع تركيز بورديجا على الجوانب المناهضة للفردية والجماعية في الماركسية. 
أثر بورديجا أيضًا على جيل دوفي ، وكان له تأثير كبير على التيارات اليسارية المتطرفة في القرنين العشرين والحادي والعشرين. 

### التراث العام
تأسست مؤسسة أماديو بورديجا عام 1998 في فورميا، في المنزل الذي قضى فيه بورديجا الأشهر القليلة الأخيرة من حياته. تنظم المؤسسة منشورات أعمال بورديجا وتشجع المزيد من التوسعات في أفكاره. 
في أغسطس 2020، نشرت المادية التاريخية علم وشغف الشيوعية ، وهي مختارات من الترجمات الإنجليزية لأعمال بورديجا. 

## أنظر أيضا
- الحزب الشيوعي الدولي
- الشيوعية اليسارية
- اللينينية

## روابط خارجية
- The International Library of the Communist Left - Bordiga Page.
- Bordiga Archive at Marxists.org.
- Archives of "Sinistra comunista 'italiana'" - Hundreds texts of Bordiga at "n+1" Review.
- Libertarian Communist Library Amadeo Bordiga archive.
- Antagonism Bordiga Archive (Archived 25 October 2009).
- Bordigism - Adam Buick (Archived 25 October 2009).
- Loren Goldner, Communism is the Material Human Community: Amadeo Bordiga Today.
- International Communist Party.
- Earlene Craver The Third Generation: The Young Socialists in Italy, 1907-1915.
- Philippe Bourrinet, The "Bordigist" Current, (1912-1952) at "Left Wing" Communism - an infantile disorder?.
- https://www.marxists.org/archive/bordiga/works/1960/immutable-tablets.htm
- https://www.marxists.org/archive/marx/works/1875/gotha/ch01.htm
- https://www.marxists.org/archive/bordiga/works/1957/fundamentals.htm

| المناصب الحزبية السياسية | المناصب الحزبية السياسية                              | المناصب الحزبية السياسية |
| ------------------------ | ----------------------------------------------------- | ------------------------ |
| سبقه {{{سبقه}}}          | Leader of the Communist Party of Italy ‏ {{{الأعوام}}} | تبعه {{{تبعه}}}          |